# 레드 칩
레드 칩 주식(red chip stocks, 중국어 간체: 红筹股, 중국어 번체: 紅籌股)은 중국 본토 외부에서 설립되어 홍콩에 상장된 중국 본토 회사의 주식이다. 중국 본토에 기반을 두고 정부 기관이 직접 또는 간접적으로 (대부분) 주식을 관리하는 기업을 의미한다. 이 통제 주체는 개인 및 해외 투자를 허용하기 위해 홍콩에 상장된 회사와 중앙, 지방 또는 시 본토 정부의 하나 이상의 조합일 수 있다.
이 용어는 1992년 홍콩 경제학자 알렉스 탕(Alex Tang)이 만들어낸 것으로 중화인민공화국의 사회주의 경제 철학을 나타내는 "빨간색"과 우량주를 결합한 것이다.

## 상장 기업 목록
- 중국이동통신
- 중국석유화공
- 중국연합통신
- 광저우 자동차 그룹
- 레노버
- 페트로차이나
- 동인당
- 칭다오 맥주
- ZTE